# الآراء الدينية في الاستمناء
من بين ديانات العالم، تختلف الآراء حول الاستمناء على نطاق واسع. تعتبره بعض الأديان ممارسة ضارة روحيًا، والبعض يرى أنها ليست ضارة روحيًا والبعض الآخر يتخذ وجهة نظر ظرفية. من بين هذه الديانات الأخيرة، يرى البعض أن الاستمناء مسموح به إذا استخدم كوسيلة نحو ضبط النفس الجنسي، أو كجزء من استكشاف الذات الصحي، ولكن لا يسمح به إذا حدث بدوافع يرون أنها خاطئة، أو إدمان. على سبيل المثال، لدى الطوائف المسيحية وجهات نظر مختلفة حول العادة السرية. اليوم، يعتبر الروم الكاثوليك (بما في ذلك الكاثوليك الشرقيون) والأرثوذكس الشرقيون والأرثوذكس الشرقيون وبعض المسيحيين البروتستانت أن العادة السرية خطيئة. ترى العديد من الكنائس البروتستانتية في شمال وغرب أوروبا وبعض الكنائس البروتستانتية في أمريكا الشمالية وأستراليا / نيوزيلندا أن الاستمناء ليس خطيئة.
وفقًا لـ Björn Krondorfer، أصبح من الممكن تصور الجنس ذاتي الإثارة الجنسية ككيان متميز بين الخطايا الجنسية فقط عندما ظهرت الذات المستقلة. قيم الاستمناء الآن باعتباره نشاطًا ممتعًا وغير مرضي للبالغين. في الربع الأخير من القرن، سيصبح ميدانًا للسياسة الجنسية والفن عبر طيف واسع من المجتمع. بسبب هذا التغيير الثقافي عبر الطيف، حتى إعادة التقييم اللاهوتي للعادة السرية كممارسة جنسية إيجابية كانت ممكنة - على الرغم من أنها صعبة الحدوث.
ذكرت مقالة Psychology Today لعام 2016 أنه كلما زاد عدد الأشخاص المتدينين، زادت احتمالية تقييد تخيلاتهم الجنسية، وقلة عدد الشركاء الجنسيين، واستخدام مواد إباحية أقل والتعبير عن رفض أقوى لاستخدام الألعاب الجنسية.

## الأديان الإبراهيمية

### منحة الكتاب المقدس
ترتبط قصة أونان الكتابية (تكوين 38) تقليديًا بالإشارة إلى العادة السرية وإدانتها، ولكن الفعل الجنسي الموصوف في هذه القصة هو مقاطعة الجماع، وليس الاستمناء. لا يوجد ادعاء صريح في الكتاب المقدس بأن العادة السرية خطيئة.
وفقًا لجيمس نيلسون، هناك ثلاثة فحوصات تفسيرية لسبب إدانة فعل أونان: تعكس قصة أونان لهجة إنجابية ثابتة للتفسير العبري فيما يتعلق بالجنس، وهو ثابت في العقل البصري لاعتبار أن الطفل موجود في الحيوانات المنوية. بنفس الطريقة التي يتم بها احتواء النبات في بذرته، وقد أدينت ممارسة العادة السرية وكذلك الأفعال الجنسية المثلية من قبل الرجال بقوة أكبر من الأفعال نفسها من قبل النساء في التقليد اليهودي المسيحي.
بيان إلونا إن: أوضح وجهة نظر جيمس ر. جونسون الكتابية عن العادة السرية: التعامل مع تجربة جنسية انفرادية، سواء كان ذلك في الاحتلام أو العادة السرية، كمسألة نظافة احتفالية بحتة وليست مسألة أخلاقية. 16-18 يجب أن تحدد نغمة تعاملنا مع العادة السرية. الآيات 16 و17 تقول إن الرجل الذي يخرج منه السائل المنوي يجب أن يغتسل ويكون نجسًا طقسيًا حتى المساء. وتكمل الآية 18 لتقول إنه إذا كان الرجل والمرأة قد تجامعوا، تنطبق نفس قواعد النظافة. من خلال إثارة الجماع بشكل منفصل، فإن المقطع يعني بالتأكيد أن خروج السائل المنوي في الآيتين 16 و17 حدث للرجل بشكل فردي. قد يشير المقطع إلى خروج ليلي، أو احتلام، بدلًا من العادة السرية، لكن المقطع ليس محددًا. يقترح جونسون أن هذا المقطع اللاوي مهم لمعالجة تجربة جنسية انفرادية، سواء كانت احتلامًا أو العادة السرية، كمسألة نظافة احتفالية بحتة وليست مسألة أخلاقية. كما أن المقطع لا يضع أي رفض للتجربة الانفرادية أكثر مما يضعه على الجماع. نظرًا لأن المسيحيين اليوم يرون عمومًا أن قانون الطقوس في العهد القديم لم يعد صالحًا، فإن هذا المؤلف يقترح أن العادة السرية ليست في حد ذاتها اهتمامًا أخلاقيًا من منظور كتابي ولم تعد مصدر قلق احتفالي أيضًا.
ت. جاي راي تشرح راي ما يقوله الكتاب المقدس في الواقع (ولا تذكره) عن العادة السرية: العودة إلى القائمة اللاوية للمحرمات الجنسية، الغريب في عداد المفقودين في القائمة هو أي ذكر للاستمناء. ثم تتابع مناقشة تكوين 38 ولاويين 15، وخلص إلى أن لا شيء من هذا، مع ذلك، يمثل إدانة واضحة للعادة السرية.
صرح كارل ل. جيك أن العادة السرية لم تذكر أبدًا في الكتاب المقدس. م. ذكر مالان وفيرن بولوغ أنه لا يوجد في أي مكان في الكتاب المقدس إشارة واضحة غير متنازع عليها للاستمناء، وأن العادة السرية غير مذكورة في الكتاب المقدس أو كتاب مورمون.
وفقًا لكتيب أكسفورد للاهوت والجنسانية والجنس، يقترح بعض العلماء أن كلمة يد في متى 5: 29-30، مرقس 9: 42-48، ومتى 18: 6-9 قد تدل على ممارسة العادة السرية كما في مشناه (م. رقم 2.1): 204 فيما يتعلق بهذه المقاطع الكتابية، تنص موسوعة أكسفورد للكتاب المقدس ودراسات النوع الاجتماعي على وجهة نظر ويل ديمنج: الخطيئة بالعين واليد والقدم قد تأتي من تقليد تحذيرات من التحديق الشهواني (بالعين)، والاستمناء (باليد)، والزنا (بالقدم، وهو التعبير العبري الملطف للأعضاء التناسلية). دور في الشهوة وكذلك من خلال العادة السرية.